# 渡辺英寿
渡辺 英寿（わたなべ えいじゅ、1951年1月20日 - ）は、日本の医学者、脳神経外科医。医学博士（東京大学）。自治医科大学元教授。自治医科大学名誉教授。専門はてんかん外科、コンピュータ支援外科。元日本脳神経外科学会理事（元情報委員長）。
広島県広島市生まれ。広島大学附属高等学校を経て東京大学理科三類に入学し、1976年に同医学部を卒業して1976年に脳神経外科に入局する。
東京大学、三井記念病院、東京都立墨東病院を経て、東京大学医学部生理学教室で3年間、伊藤正男教授の下で神経生理学を研鑽して医学博士号を取得した後、西ドイツエルランゲン大学脳神経外科に留学し、脳神経外科術中の神経誘発電位による聴神経機能モニタリング法の開発を行った。帰国後は東京警察病院でてんかんをはじめとする機能神経外科を中心に活動し、1987年には世界で初めてニューロナビゲータを開発した。
1999年に東京警察病院脳神経外科部長となり、2004年には自治医科大学脳神経外科教授に就任した。光トポグラフィーの開発や3Dプリンターを用いた手術機器の開発など、数々の研究を経て新しいARナビゲータTVNの開発を続けている。
2015年には退官し、厚生労働省労働保険審査会委員に就任した。

## 文献
1. 1 2  Watanabe E, Watanabe T, Manaka S, Mayanagi Y, Takakura K (1987) Three-dimensional digitizer (neuronavigator): new equipment for computed tomography-guided stereotaxic surgery. Surg Neurol 27:543-547
2. ↑  Watanabe E, Yamashita Y, Maki A, Ito Y, Koizumi H (1996) Non-invasive functional mapping with multi-channel near infra-red spectroscopic topography in humans. Neurosci Lett 205:41-44
3. ↑  Watanabe E.,Satoh M., Konno T., HiraiM., Yamaguchi T., The Trans-Visible Navigator: A See-Through Neuronavigation System Using Augmented Reality. World Neurosurg. 87: 399405,2016.